# Alphonse Beck
Alphonse Beck (* 9. Oktober 1822 in Neapel; † 6. November 1902 in Monthey) war ein Schweizer Mediziner und Politiker.

## Biografie
Alphonse Beck wurde 1822 als Sohn des Chirurgen und Majors im Schweizerregiment von Neapel, Charles und der Marguerite (geborene Darbella) in Neapel geboren. Zunächst war Beck Schüler am Kollegium Saint-Maurice. 1839 wechselte er als Student der Chirurgie nach Neapel, wo er im Jahre 1844 das Abschlusszeugnis erhielt und seine Promotion ablegte. Im Jahre 1846 zog er nach Saint-Maurice. Von 1859 bis 1868 weilte er in St. Petersburg, wo er durch seine homöopathischen Behandlungsmethoden auf sich aufmerksam machte. Danach siedelte er nach Monthey und starb ebenda am 6. November 1902.
Die erste politische Funktion von Beck war die eines Gemeinderates von Saint-Maurice in den Jahren 1853 bis 1858. Nach seiner Rückkehr aus St. Petersburg war er von 1873 bis 1901 freisinniger Walliser Grossrat.
Beck gilt als einer der Pioniere der Homöopathie in der Schweiz. Daneben veröffentlichte er als Mitglied der Walliser Gesellschaft für Naturwissenschaften La Murithienne  1858 eine Abhandlung über die Quellen von Morgins. Ferner schlug er 1885 die Anlage botanischer Alpengärten vor. Darüber hinaus erstellte er ein Verzeichnis der Vögel des Wallis.

## Ehrung
- 1889: Ehrenpräsidentschaft des internationalen Kongresses für Homöopathie in Paris.

## Weblink
- Maurice Terrettaz: Beck, Alphonse. In: Historisches Lexikon der Schweiz.

| Personendaten    | Personendaten                     |
| ---------------- | --------------------------------- |
| NAME             | Beck, Alphonse                    |
| KURZBESCHREIBUNG | Schweizer Mediziner und Politiker |
| GEBURTSDATUM     | 9. Oktober 1822                   |
| GEBURTSORT       | Neapel                            |
| STERBEDATUM      | 6. November 1902                  |
| STERBEORT        | Monthey                           |